# Марі Прувенсьє
Марі Прувенсьє (фр. Marie Prouvensier, нар. 12 березня 1994) — французька гандболістка, срібна призерка Олімпійських ігор 2016 року.

## Виступи на Олімпіадах
| Олімпіада           | Дисципліна | Місце |
| ------------------- | ---------- | ----- |
| Ріо-де-Жанейро 2016 | гандбол    | 2     |

## Зовнішні посилання
- Марі Прувенсьє — олімпійська статистика на сайті Sports-Reference.com (англ.) (архівна версія)